# تاريخ قبرص منذ 1878
تدور هذه المقالة حول تاريخ قبرص للفترة من عام 1878 حتى الآن.
كانت قبرص جزءًا من الإمبراطورية البريطانية وتحت حكم الاحتلال العسكري للفترة من 1914 إلى 1925 وأحد مستعمرات التاج للفترة من 1925 إلى 1960. أصبحت قبرص دولة مستقلة في سنة 1960.

## قبرص البريطانية

### محمية قبرص (1878-1914)
في 1878 وتنفيذًا لاتفاقية قبرص استلمت المملكة المتحدة جزيرة قبرص من الدولة العثمانية مقابل تقديم المملكة المتحدة الدعم العسكري لها في حال محاولة روسيا الاستيلاء على الأراضي التابعة للعثمانيين في آسيا.
مُنح أول بريطاني أدار دفة الحكم في محمية قبرص لقب «المفوض السامي»، وشُغل هذا المنصب من قبل الفريق السير غارنت ولسلي. واجه البريطانيون مشكلةً سياسيةً كبرى في جزيرة قبرص. فطالب القبارصة المحليون بحقهم في ضم جزيرتهم إلى دولة اليونان بعد سقوط السلطنة العثمانية. أجرت السلطات البريطانية التعداد السكاني الأول في 1881، فوُجد أن العدد الكلي للسكان في حينها 186,173 نسمة، كان 137,631 (73.9%) منهم من اليونانيين، و45,438 (24.4%) من الأتراك و3,084 (1.7%) من الأقليات مثل الموارنة واللاتينيين والأرمن [الإنجليزية]. وجَّه أسقف مدينة كتيون القبرصية خطابًا إلى السيرغارنت جوزيف ولسلي عقب وصوله إلى مدينة لارنكا في يوم 22 من يوليو من عام 1878 والذي قال فيه: «نتقبل نحن (اليونانيون) الحكم البريطاني، لأننا نؤمن أن بريطانيا العظمى ستساعد قبرص على الانضمام إلى دولة اليونان، تمامًا كما فعلت مع الجزر الأيونية [الإنجليزية]».
على الرغم من ترحيب القبارصة بالحكم البريطاني في بادئ الأمر وأملهم في تحقيق الرخاء والديمقراطية والتحرير الوطني، إلا أنهم خُذلوا في النهاية؛ إذ فرض البريطانيون ضرائب ثقيلة عليهم لتغطية نفقات التعويض الذي كانوا يدفعونه إلى السلطان العثماني مقابل تسليم قبرص لهم. إضافة إلى هذا، لم يُمنح المواطنون حق المشاركة في إدارة شؤون الجزيرة، واحتُكرت السلطة من قبل المفوض السامي ولندن.

### قبرص البريطانية (1914-1960)

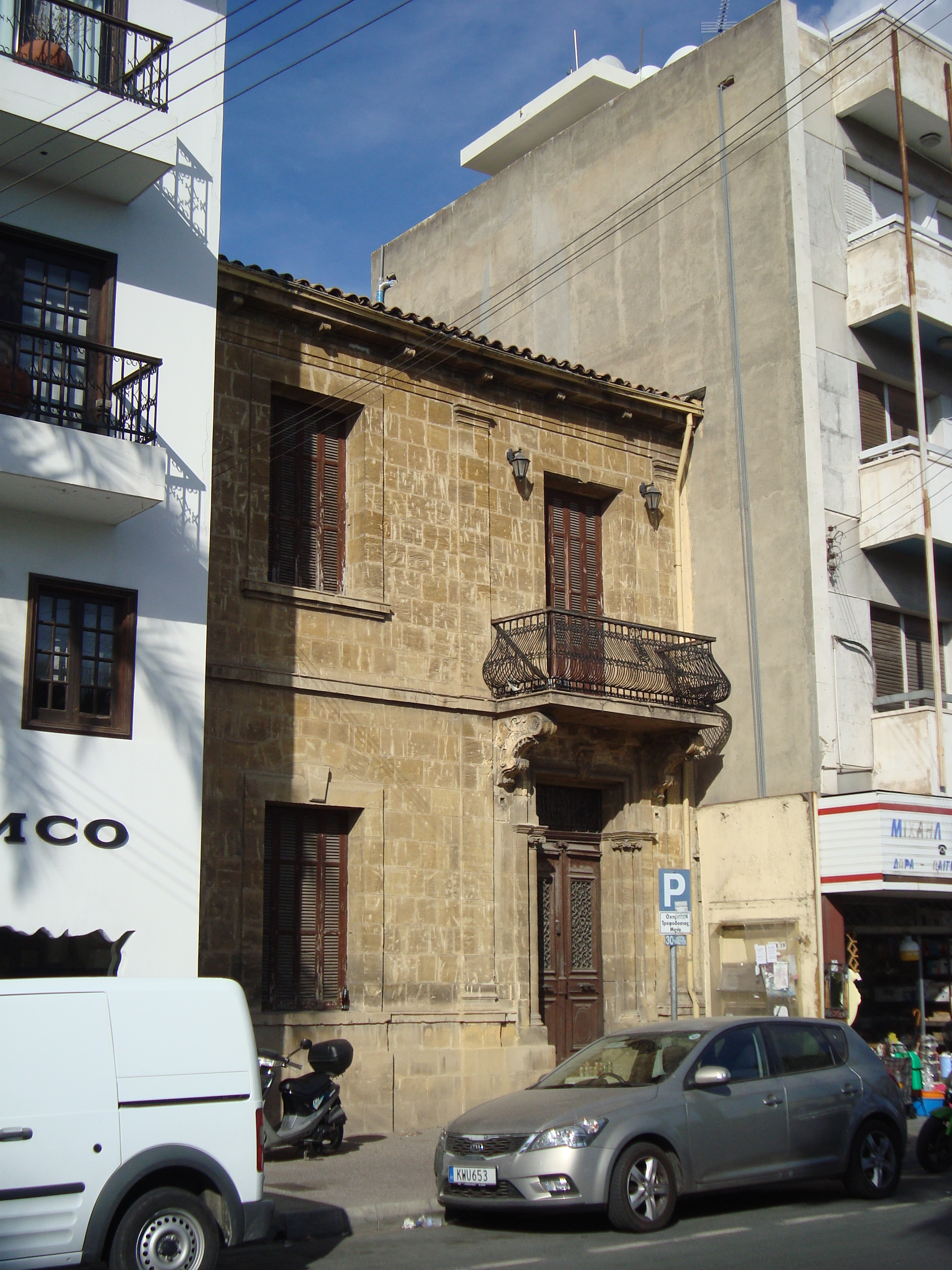
منزل في نيقوسيا بني في عصر الاستعمار البريطاني

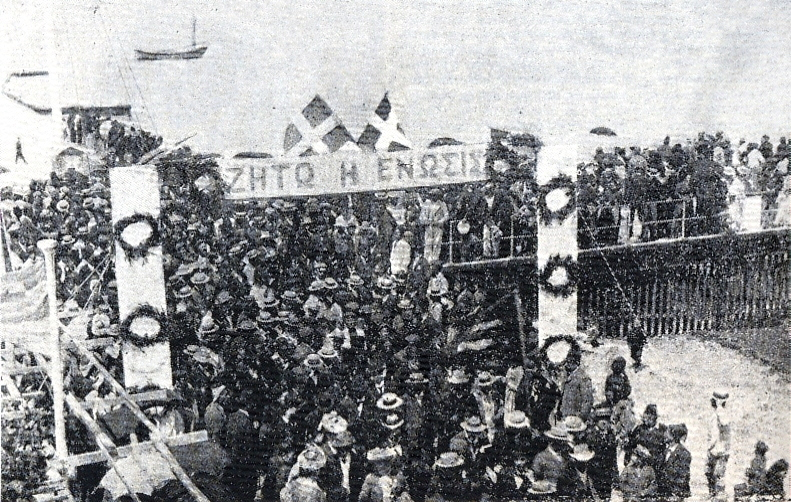
مظاهرة قبرصية في ثلاثينيات القرن الماضي لصالح إينوسيس.

انتهت الحماية البريطانية لقبرص في 1914 بعد إعلان الدولة العثمانية الحرب على قوى الوفاق الثلاثي، والتي كانت بريطانيا العظمى جزءًا منها. ضمت الإمبراطورية البريطانية جزيرة قبرص إلى إمبراطوريتها في 5 نوفمبر 1914. خلال الحرب العالمية الأولى، عرضت بريطانيا التنازل عن قبرص وتسليمها إلى اليونان في حالة الوفاء بالتزاماتهم التعاهدية في مهاجمة بلغاريا، لكن اليونان رفضت ذلك.
أعلنت بريطانيا قبرص كمستعمرة للتاج تحت اسم قبرص البريطانية سنة 1925، وحكمتها في ظل دستور غير ديمقراطي.
تولد الاعتراف الدولي بجمهورية تركيا الجديدة من خلال معاهدة لوزان في 1923 والتي اعترفت بموجبها الحكومة التركية الجديدة رسميًا بسيطرة بريطانيا على قبرص (المادة 20). أُعيد تشكيل الحكومة في نهايات عشرينيات القرن العشرين، وانتُخب بعض أعضاء المجلس التشريعي (أُسس في 1926) من القبارصة، لكن مشاركتهم كانت هامشية جدًا. أُلغي المجلس التشريعي سنة 1931.
آمن القبارصة اليونانيون أن الظروف قد أصبحت مواتية لطلب ضم جزيرة قبرص إلى اليونان في ما يُعرف باسم «إينوسيس» وذلك أسوةً بالجزر الأيجية والأيونية التي ضُمت إلى اليونان بعد انهيار الدولة العثمانية. في السنوات اللاحقة تطورت مطالب القبارصة اليونانيين لتحقيق الإينوسيس (الاتحاد مع اليونان) بشكل متسارع وخاصةً في ثلاثينيات القرن العشرين، ما أدى إلى تدمير دار المندوب السامي في مدينة نيقوسيا، إذ أُحرق في ثورة قبرص 1931.

#### البّالمرقراطية
كانت الفترة بين أكتوبر 1931 وأكتوبر 1940 من أكثر الحقب صعوبة على القبارصة. اتخذ الحاكم في وقتها، السير ريتشموند بّالمر، مجموعةً من التدابير القمعية من ضمنها فرض تقييدات على إدارة وعمل المدارس اليونانية، وحظر الاتحادات والجمعيات التجارية بجميع أنواعها وأشكالها. عُرف نظام الحكم هذا باسم «البّالمرقراطية»، والذي سُمي على اسم الحاكم. هدَفَ هذا النظام إلى منع الاهتمام المحلي بالسياسة. خرج القبارصة باحتجاجات شديدة ضد هذا النظام إلا أن التدابير القمعية لم تُرفع حتى بداية الحرب العالمية الثانية، والتي انضم خلالها أكثر من ثلاثين ألف قبرصي إلى القوات البريطانية المسلحة.
فشلت المساعي البريطانية في تقديم حكومة دستورية في جزيرة قبرص مصممة لإشراك القبارصة اليونانيين فيها دون الاتحاد مع اليونان، وذلك بالرغم من جهود البريطانيين الحثيثة لتأسيس حكومة ذات مظهر ليبرالي ديمقراطي وخاصة من قبل حكومة العمال المؤسسة بعد الحرب العالمية الثانية في بريطانيا.

### الاتحاد المقترح مع اليونان
في 1948 أعلن بول ملك اليونان عن رغبة قبرص في الاتحاد مع اليونان. أجرت الكنيسة القبرصية الأرثوذكسية استفتاءً شعبيًا والذي بيّن تأييد ما يقارب 97% من السكان القبارصة اليونانيين للاتحاد مع اليونان. وافقت الأمم المتحدة على الالتماس اليوناني وأصبح الإينوسيس قضيةً دولية. انضمت كل من اليونان وتركيا إلى عضوية حلف شمال الأطلسي سنة 1952. وبعد الحرب قدَّم وفدٌ من قبرص طلبًا لإجراء الإينوسيس إلى لندن. رُفض هذا الطلب من البريطانيين لكنهم اقترحوا إنشاء دستورٍ أكثر ليبرالية وبرنامجًا للتنمية الاقتصادية والاجتماعية ممتدًا على مدى 10 سنوات.
في خمسينيات القرن العشرين ساهم مكاريوس الثالث رئيس وكبير أساقفة الكنيسة القبرصية الأرثوذكسية في تجدد مطالبة القبارصة اليونانيين بإجراء الإينوسيس، وذلك بعد إفصاح اليونان عن دعمها لهذا المطلب في الساحة الدولية. أدت هذه المحاولة إلى إحساس الدولة التركية والقبارصة الأتراك بالخطر.
اتخذت بريطانيا من جزيرة قبرص مقرًا رئيسيًا لها في الشرق الأوسط وذلك بعد انسحابها من مصر.

#### حالة الطوارئ في قبرص
أدى عدم رضوخ بريطانيا للضغط الدولي إلى تصاعد وتيرة العنف عن طريق تنظيم حملة ضد القوة الاستعمارية من خلال «منظمة إيوكا» وهي مختصر لما يُعرف باسم «المنظمة الوطنية للمقاتلين القبارصة». كان لقائد الإيوكا جورجيوس غريفاس، دورٌ كبير في إنشاء وتوجيه حملة مثمرة ضد القوة الاستعمارية في 1955. فُجرت القنابل الأولى في الأول من شهر أبريل، وتُبعت بتوزيع منشورات على السكان. بدأت الهجمات على مراكز الشرطة في 19 يونيو. فأعلن الحاكم البريطاني حالة الطوارئ في 26 نوفمبر 1955.
في السنوات الأربع التالية، هاجمت إيوكا البريطانيين أو الأهداف ذات العلاقة ببريطانيا والقبارصة الذين اتهمتهم بالتعاون مع السلطات البريطانية. نُفي مكاريوس الثالث رئيس وكبير أساقفة الكنيسة القبرصية الأرثوذكسية مع عدد من رجال الدين والسياسيين القبارصة بشكلٍ قسري إلى جزر سيشل. قُتل 371 من الجنود البريطانيين وهم يحاربون حركة الاستقلال خلال إعلان حالة الطوارئ في قبرص، من ضمنهم أكثر من 20 جنديًا خلال «عملية ألفونس المحظوظ».
اختُرقت القوات الأمنية البريطانية بسهولة من قبل المتعاطفين مع القبارصة اليونانيين الذين يؤدون مهامًا ثانوية مختلفة، لذا فقد كان على هذه القوات التي كانت تحت قيادة المشير السير جون هاردينغ، أن تبذل جهودًا عظيمة لقمع حركة الاستقلال. نجحوا في قمع الحركة إلى حدٍ كبير، لكن لم تتوقف الهجمات على العناصر البريطانية بشكل تام. نُفي مكاريوس الثالث بسبب الاشتباه في ضلوعه في حملة إيوكا، لكن أُطلق سراحه بعد موافقة إيوكا على إيقاف الأعمال العدائية في مقابل إطلاق سراح كبير أساقفة الكنيسة القبرصية الأرثوذكسية وعودته إلى موطنه.
كانت هناك مباحثات مستمرة في حلف شمال الأطلسي لتحقيق استقلال قبرص، لكن باءت هذه الجهود الساعية لتكوين دولة قبرصية مستقلة وعضوة في دول الكومنولث بالفشل.

##### القبارصة الأتراك
كان رد القبارصة الأتراك على التحديات التي طرحها احتمال إنهاء الاستعمار وانهيار النظام الاستعماري هو تبني الدعوة إلى التقسيم. أصبح التقسيم هو الشعار الذي استخدمه القبارصة الأتراك المتشددون بشكل متزايد في محاولة لعكس الصرخة اليونانية إينوسيس. في 1957 أعلن كوجوك خلال زيارة لأنقرة أن تركيا ستطالب بالنصف الشمالي من الجزيرة.
وفي أبريل 1957 في الظروف الجديدة التي أظهرتها كارثة أزمة السويس قبلت الحكومة البريطانية أن قواعد في قبرص هي بديل مقبول من كون الجزيرة هي القاعدة. أنتج هذا موقفًا بريطانيًا أكثر استرخاءً تجاه المشكلة. كان من المقرر الآن حلها بالتعاون مع اليونان وتركيا، حيث نبهت الأخيرة تمامًا إلى مخاطر الإينوسيس على السكان القبارصة الأتراك.
تجدد العنف في قبرص من قبل إيوكا، لكنه جذب بشكل متزايد المجتمع التركي عندما حرضت خطة جديدة للحكم الذاتي الموحد للحاكم البريطاني السير هيو فوت على أعمال شغب من القبارصة الأتراك، وأنتجت رد فعل عدائي من الحكومة التركية. تطور العنف بين الطائفتين إلى سمة جديدة وقاتلة للوضع.
ففي 1957 قررت الأمم المتحدة أنه يجب حل المشكلة وفقًا لخريطتها القانونية. فعاد المنفيون وبدأ الطرفان سلسلة من أعمال العنف ضد بعضهما البعض.
في السنوات القليلة التي سبقت اتفاقيتي زيورخ ولندن (1959/1960) حاولت اليونان مرة أخرى الفوز باعتراف دولي ودعم لقضية الضم في الأمم المتحدة على خلفية تجدد واستمرار عنف إيوكا الموجه ضد البريطانيين. ولكن الأمر كان بلا جدوى، فكان على اليونان أن تدرك أن تركيا أصبحت الآن طرفًا مهتمًا بشكل حيوي بالنزاع.
كان على غريفاس وإيوكا أيضًا قبول الوضع المتغير. لم يرَ مكاريوس أي طريقة لاستبعاد تركيا من المشاركة في أي حلول. فقد كان القبارصة اليونانيين يعتقدون أن بريطانيا روجت لقضية القبارصة الأتراك لمنع تحقيق الضم.
في 1958 أعد رئيس الوزراء البريطاني هارولد ماكميلان مقترحات جديدة لقبرص، لكن خطته التي كانت شكلاً من أشكال التقسيم رفضها رئيس الأساقفة مكاريوس. أعلن رئيس الأساقفة أنه لن يقبل إلا الاقتراح الذي يضمن الاستقلال خارج من كل من الإينوسيس (أو الضم) والتقسيم.

#### الدستور القبرصي
حاولت اتفاقية زيورخ إنهاء الصراع في 19 فبراير 1959. وبدون وجود أي من الجانبين اليوناني أو التركي حددت المملكة المتحدة الدستور القبرصي، والذي وافق عليه الجانبان في النهاية. تم تعيين كل من اليونان وتركيا إلى جانب بريطانيا كضامن لسلامة الجزيرة.
بعض النقاط الرئيسية لاتفاقية زيورخ هي:
- قبرص دولة مستقلة.
- كلا التقسيم والإينوسيس ممنوعان.
- ترابط القوات العسكرية اليونانية والتركية بنسبة 2:3 في جميع الأوقات في قبرص. كلتا القوتين ستخضعان لوزراء خارجية اليونان وتركيا وقبرص.
- يكون الرئيس من القبارصة اليونانيين ينتخبهم القبارصة اليونانيون، ونائب الرئيس من القبارصة الأتراك وينتخبهم السكان القبارصة الأتراك.
- من المقرر أن يضم مجلس الوزراء سبعة من القبارصة اليونانيين يختارهم الرئيس وثلاثة من القبارصة الأتراك يختارهم نائب الرئيس.
- ستحتاج القرارات إلى أغلبية مطلقة ولكن لكل من الرئيس ونائب الرئيس حق النقض.
- يجب أن تظل المملكة المتحدة ضامنًا وأن تحتفظ بقواعدها العسكرية.

## الاستقلال
في 16 أغسطس 1960 حصلت قبرص على استقلالها من المملكة المتحدة، بعد حملة طويلة لإيوكا (المنظمة الوطنية للمقاتلين القبارصة) ضد البريطانيين، وهي مليشيا أرادت الاتحاد السياسي مع اليونان، أو ما سمي الإينوسيس (enosis). تم انتخاب رئيس الأساقفة مكاريوس الثالث الزعيم الديني والسياسي ذو الشخصية الجذابة ليكون أول رئيس لقبرص المستقلة في 13 ديسمبر 1959. وفي 1961 أصبحت العضو رقم 99 في الأمم المتحدة.
ومع ذلك لم ينجح اتفاق زيورخ في إقامة تعاون بين السكان القبارصة اليونانيين والأتراك. جادل القبارصة اليونانيون بأن الآليات المعقدة التي تم إدخالها لحماية مصالح القبارصة الأتراك كانت عقبة أمام عمل الحكومة، وعلى هذا النحو طوروا خطة أكريتاس التي تهدف إلى طرد جميع البرلمانيين القبارصة الأتراك من الحكومة حتى لا يعطلوا خطط القبارصة اليونانيين. فواصل الجانبان أعمال العنف، فهددت تركيا بالتدخل في الجزيرة.
في نوفمبر 1963 قدم الرئيس مكاريوس سلسلة من التعديلات الدستورية المصممة لإلغاء بعض هذه الأحكام الخاصة. عارض القبارصة الأتراك مثل تلك التغييرات. أدت المواجهة إلى اقتتال طائفي واسع النطاق في ديسمبر 1963، وبعدها تم وضع خطة أكريتاس موضع التنفيذ وتوقفت مشاركة القبارصة الأتراك في الحكومة المركزية في 23 ديسمبر 1963، عندما خرج من الحكومة جميع القبارصة الأتراك من أدنى الموظفين المدنيين إلى الوزراء بمن فيهم نائب الرئيس الدكتور فاضل كوجوك.
أمر مكاريوس بوقف إطلاق النار ووجه القضية مرة أخرى إلى الأمم المتحدة. مع توقف الحكومة عن العمل، بعد الانسحاب القسري للسياسيين القبارصة الأتراك، تم نشر قوة الأمم المتحدة لحفظ السلام في قبرص سنة 1964، واعترفت فعليًا بالقبارصة اليونانيين كحكومة. وضمت قوة الأمم المتحدة لحفظ السلام في قبرص قوات كندية وأيرلندية وفنلندية. كان تفويضها منع القتال والحفاظ على القانون والنظام. وفي 1964 التقى رئيس وزراء المملكة المتحدة السير أليك دوغلاس هيوم مع المدعي العام الأمريكي روبرت كينيدي لشرح سبب الحاجة إلى التدخل الدولي، مشيرًا إلى أنه إذا لم يفعلوا ذلك فمن المحتمل أن تكون هناك مذبحة ضد القبارصة الأتراك، الذين حوصروا في جيوب لا يزيد مجموعها بقليل عن 3٪ من مساحة الجزيرة. في العام نفسه صوت البرلمان التركي لصالح تدخل قبرص، لكن نقص الدعم الذي واجهته تركيا من كل من الأمم المتحدة وحلف شمال الأطلسي حال دون ذلك. ردا على ذلك أستدعي غريفاس إلى أثينا وغادرت القوة العسكرية اليونانية الجزيرة.
وفي 1967 تعرضت طائرة الخطوط الجوية القبرصية رحلة 284 [الإنجليزية] وهي من نوع دي هافيلاند كومت لانفجار في المقصورة، مما أسفر عن مقتل 66 شخصًا. لم يتم معرفة السبب والدافع لكن وسادة المقعد المستعادة أظهرت آثار متفجرات بلاستيكية عسكرية.
بعد اندلاع العنف الطائفي مرة أخرى في 1967-1968 تم تشكيل إدارة مؤقتة للقبارصة الأتراك.

### الانقلاب اليوناني و الغزو التركي

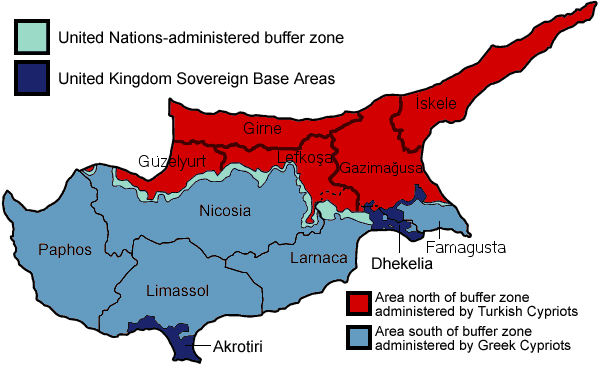
بعد الغزو التركي، قسمت قبرص إلى منطقة شمالية ومنطقة جنوبية، وتحدهما منطقة عازلة.

في يوليو 1974 أطيح بالرئيس مكاريوس الثالث بعد الانقلاب العسكري عليه سنة 1974 الذي نفذته اليونان، التي كانت ترزح تحت حكم المجلس العسكري اليوناني.
وبعدها بدأ الغزو التركي لقبرص في 20 يوليو 1974 بموجب المادة 4 من معاهدة الضمان (1960) التي أبرمتها تركيا، بعد اجتماعات الأمم المتحدة الفاشلة للحصول على دعم دولي. سمحت معاهدة الضمان لليونان وتركيا والمملكة المتحدة إذا فشلت محاولات الحصول على دعم دولي بالتدخل من جانب واحد لاستعادة الديمقراطية في قبرص في حالة حدوث انقلاب.
كان الهجوم على مرحلتين، سيطرت القوات التركية على 38٪ من الجزيرة وفر 200 ألف من القبارصة اليونانيين من المناطق الشمالية التي كانت تحت الاحتلال، في حين تم في نفس الوقت نقل 60 ألف قبرصي تركي إلى هذه المناطق الشمالية المحتلة من قبل الأمم المتحدة و سلطات SBA البريطانية بعد تبادل مؤقت للسكان متفق عليه من قبل القادة الأتراك واليونانيين. منذ ذلك الحين كان الجزء الجنوبي من البلاد تحت سيطرة حكومة قبرص المعترف بها دوليًا والجزء الشمالي تحت سيطرة حكومة شمال قبرص.

## الوقت الراهن

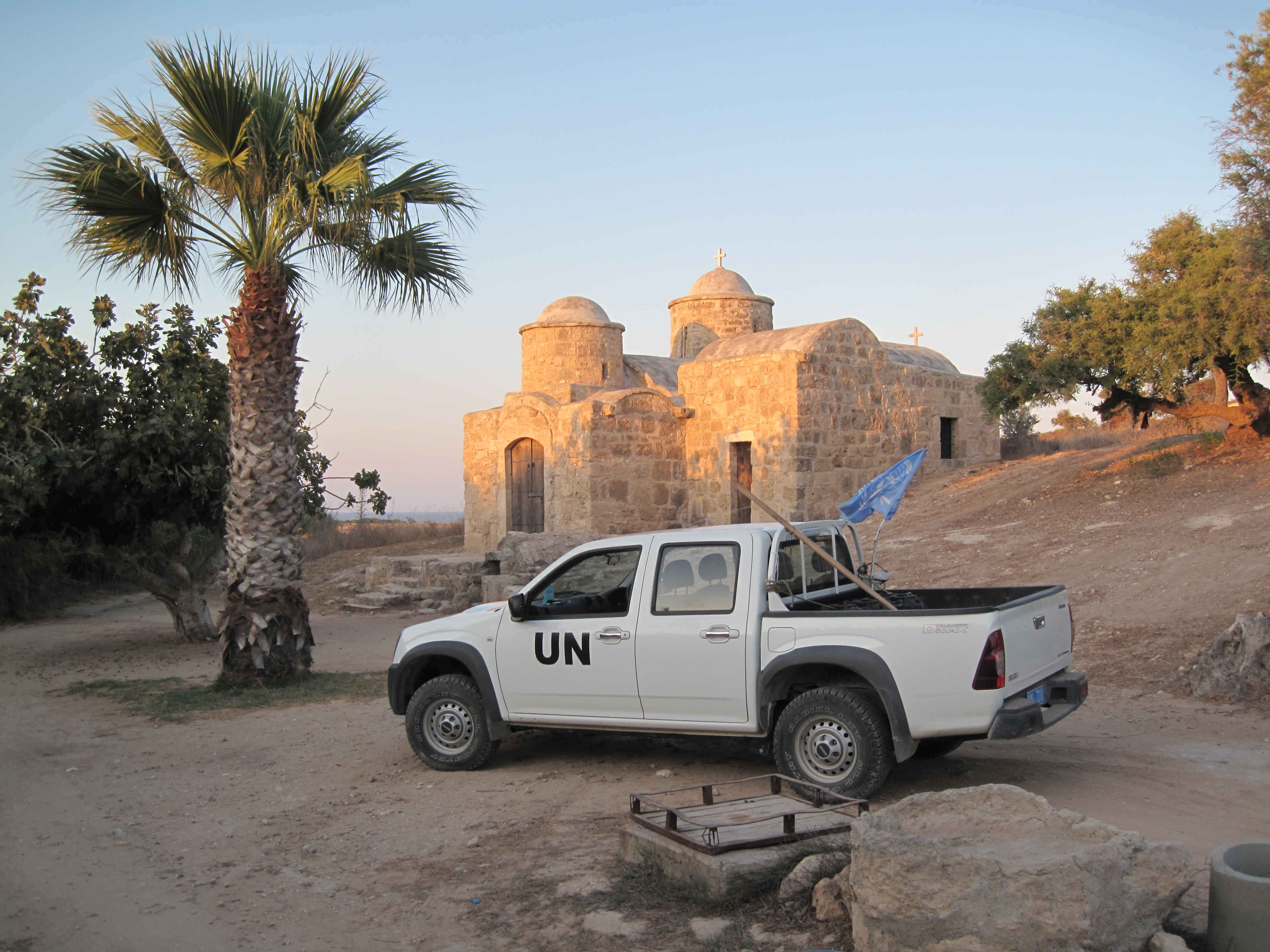
سيارة دورية قوة الأمم المتحدة لحفظ السلام في قبرص في المنطقة العازلة

في سنة 1983 أعلنت المنطقة التي يسيطر عليها القبارصة الأتراك منذ 1974 نفسها جمهورية شمال قبرص التركية، ولم تعترف بها إلا تركيا.
واحتفظت قوات حفظ السلام التابعة للأمم المتحدة بمنطقة عازلة بين الجانبين. باستثناء المظاهرات العرضية أو الحوادث النادرة بين الجنود في المنطقة العازلة، لم يكن هناك نزاع عنيف منذ 1974 حتى أغسطس 1996، عندما قُتل أناستاسيوس (تاسوس) إسحاق وسولوموس سولومو أثناء مظاهرة في مسيرة للدراجات النارية بعد عبورهما إلى جمهورية شمال قبرص التركية. تعرض تاسوس إسحاق للضرب حتى الموت على أيدي مجموعة من المدنيين الأتراك وثلاثة من رجال الشرطة القبارصة الأتراك. أطلق ضابط بالجيش التركي النار على سولوموس سولومو عندما حاول إنزال العلم التركي من نقطة مراقبة عسكرية.
استؤنفت المحادثات التي قادتها الأمم المتحدة بشأن وضع قبرص في ديسمبر 1999 لتمهيد الطريق لمفاوضات هادفة تؤدي إلى تسوية شاملة. لم تعترف الحكومة القبرصية بأي سيادة قد تكون للإدارة القبرصية الشمالية، وبالتالي لا تسمح برحلات جوية دولية أو تجارة حرة مع الشمال. وجرت النقاشات لمحاولة رفع هذا الحظر حيث قيل إنه ينتهك حقوق الإنسان للمواطنين في المناطق الشمالية. تم تطوير خطة أنان لقبرص، وهي اقتراح من الأمم المتحدة لإعادة التوحيد، ودعت إلى إجراء استفتاء.

### القرن 21
في ديسمبر 2003 تم فتح الخط الأخضر في قبرص للعبورالجزئي. منذ ذلك الحين تمكن مواطنو الطائفتين (ومواطني الاتحاد الأوروبي) من عبور المنطقة العازلة عند نقاط التفتيش المفتوحة. وفي 2004 جرى برعاية الأمم المتحدة الاستفتاء المزمع بشأن إعادة التوحيد في 21 أبريل. فصوّت القبارصة الأتراك لقبول خطة الأمم المتحدة كما ورد في الاستفتاء، لكن القبارصة اليونانيين رفضوها بأغلبية كبيرة. وفي مايو 2004 انضمت قبرص إلى الاتحاد الأوروبي. وفي غضون ذلك جرت المفاوضات حول وضع الجزيرة. وفي 1 يناير 2008 انضمت قبرص إلى منطقة اليورو واعتمدت اليورو عملة لها.
جرت أول انتخابات بعد انضمام قبرص إلى الاتحاد الأوروبي واستفتاء الأمم المتحدة الفاشل في 2008. فأصبح ديميتريس خريستوفياس من الحزب التقدمي للشعب العامل-أكيل، وهو حزب شيوعي قبرصي رئيسًا بعد هزيمة اليمين ليوانيس كاسوليديس. بدأ خريستوفياس محادثات مع محمد علي طلعت حول إعادة توحيد قبرص دولة اتحادية ذات منطقتين.
أسفرت الجهود المتجددة بين الشمال والجنوب عن محادثات قبرص 2014 لقادة طائفتي قبرص اليونان والأتراك عن الإعلان المشترك غير المسبوق لتسوية تفاوضية.
في 2013 تم انتخاب نيكوس أناستاسيادس من التجمع الديمقراطي المحافظ رئيسًا لقبرص. وفي 2018 أعيد انتخابه لولاية ثانية بهامش كبير على خصمه الشيوعي.